# Uciderea Farkhundei
Uciderea Farkhundei Malikzada a fost un eveniment tragic ce a avut loc în Afganistan la 19 martie 2015 și care a indignat opinia publică în acea perioadă.
Acuzată că ar fi ars Coranul, Farkhunda Malikzada, o femeie afgană de 27 de ani, a fost lovită în plină stradă de o mulțime furioasă, apoi trupul, devenit inconștient, a fost călcat și târât de o mașină circa 100 de metri și apoi incendiat.
Ulterior s-a dovedit că acuzația era nefondată. 
În urma anchetei și a proceselor judiciare care au avut loc, 49 de persoane au fost arestate, din care trei au primit 20 de ani de detenție, iar restul diverse alte pedepse cu închisoarea.
De asemenea, 11 polițiști au primit câte un an de închisoare pentru faptul că au asistat la asasinat, fără a interveni eficient.
Cazul a declanșat o serie de proteste, mișcări sociale care au pus în evidență situația femeii în Afganistan și în general violența împotriva femeilor în spațiul islamic.